# Convento del Sagrado Corazón y Nuestra Señora de los Ángeles (Cerro de los Ángeles)
En 1925 se comenzó a construir este convento en el Cerro de los Ángeles de Getafe (Madrid), a iniciativa de la Madre Maravillas de Jesús (que había creado la primera comunidad de monjas Carmelitas Descalzas en Getafe, a la espera de poder instalarse en el mismo).
El 26 de octubre de 1926 se ocupó el edificio y desde entonces hay una lámpara dedicada al Sagrado Corazón de Jesús, que se mantiene continuamente encendida.
Cerca del monasterio, en la parte superior del cerro, también se encuentran la Ermita de Nuestra Señora de los Ángeles, el Seminario Diocesano Nuestra Señora de los Apóstoles y el Monumento al Sagrado Corazón de Jesús.